# Advanced Graphics Architecture

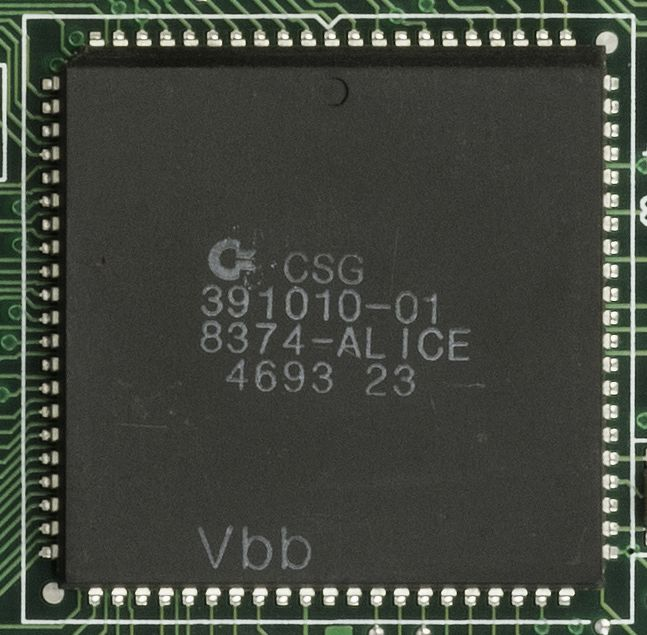
Alice-Chip in einem CD³²

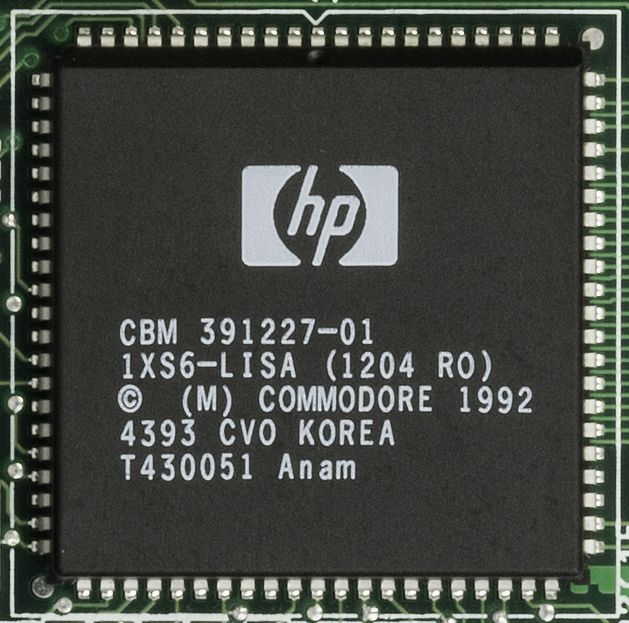
Lisa-Chip in einem CD³²

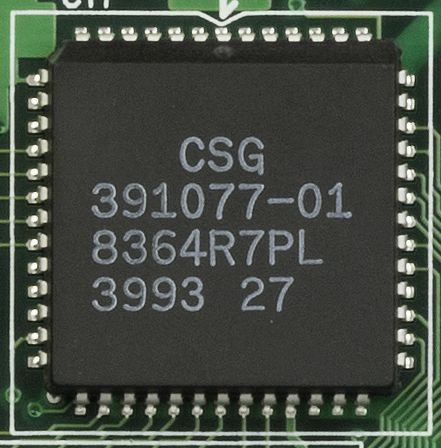
Paula-Chip in einem CD³²

Der Advanced Graphics Architecture-Chipsatz (AGA) war die letzte Generation von Chipsätzen, die im Amiga-Computer von Commodore zum Einsatz kamen. In Deutschland musste er als AA-Chipsatz bezeichnet werden, da die Abkürzung AGA hier schon für eine ältere PC-Grafikkarte (Kombination von CGA- und Hercules-Grafik) verwendet worden war.
Er wurde in die Amiga-Varianten Amiga 1200, Amiga 4000 und Amiga CD³² ab dem Jahr 1992 verbaut und kann in allen Bildschirmauflösungen 256 aus etwa 16,7 Millionen Farben (24-Bit-Farbtiefe) indiziert darstellen. Im HAM8-Modus kann ein Bild in allen Auflösungen so viele Farben gleichzeitig enthalten, wie Pixel ins Chip-RAM passen, minus die erste Pixelspalte, also bei maximaler Chip-RAM-Größe von 2 MB maximal 2 Mio. Farben. In der höchsten Auflösung sind allerdings maximal ca. 830.000 Pixel gleichzeitig sichtbar. Das sind schon fast Echtfarben, wobei das jedoch mit nicht unerheblichem Rechenaufwand für optimale Darstellung verbunden ist. Der Chipsatz ermöglicht die Anzeige von sogenannten Productivity Modes, d. h. flackerfreie, hochauflösende Bildschirmmodi, ohne Zuhilfenahme eines beim OCS hierfür benötigten Flickerfixers, und hat eine maximale Auflösung von 1440 × 576 (Hires interlaced, overscan).
Insgesamt waren die Verbesserungen aber nicht ausreichend, um mit den damaligen erweiterten VGA-kompatiblen Grafikkarten mithalten zu können. Insbesondere ein echter, unbeschränkter 24-Bit-TrueColor-Modus wurde schmerzlich vermisst, der erwähnte 8-Bit-HAM-Modus war kein vollwertiger Ersatz. Außerdem waren die erreichbaren Auflösungen und Bildfrequenzen nicht mehr konkurrenzfähig. Auch war die Speicherorganisation über Bitplanes bei höheren Farbtiefen für viele Anwendungsgebiete kompliziert und langsam.
Auch der AGA-Chipsatz baut indirekt auf dem ursprünglichen Original Chip Set (OCS) auf, jedoch mit einigen Änderungen:
- Der Agnus-Chip des OCS wurde hier durch Alice ersetzt, sie kann bis zu 2 MB Chip-RAM adressieren.
- Der Denise-Chip wurde durch Lisa ersetzt, sie stellt die zusätzlichen Video-Modi zur Verfügung.
- Der Paula-Chip wurde unverändert weiterverwendet.

Der Nachfolgechipsatz Advanced Amiga Architecture (AAA) für AGA war bereits entwickelt, kam aber durch den Bankrott Commodores niemals auf den Markt.